# Cartier (Metro Montreal)

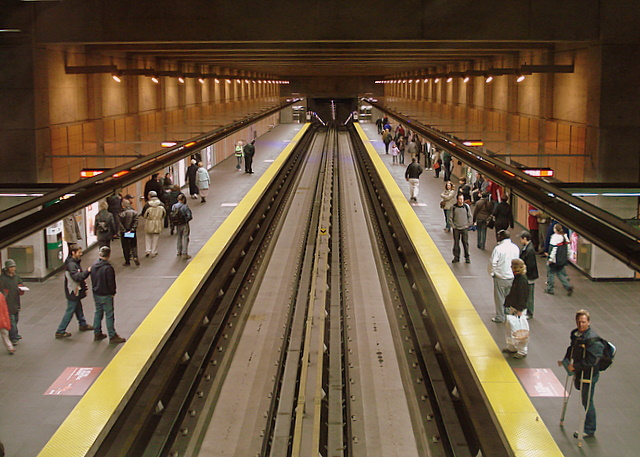
Blick auf die Bahnsteige

Cartier ist eine U-Bahn-Station in Laval, einem Vorort von Montreal. Sie befindet sich im Stadtteil Pont-Viau an der Kreuzung von Boulevard Cartier und Boulevard des Laurentides. Hier verkehren Züge der orangen Linie 2 der Metro Montreal. Im Jahr 2019 nutzten 3.298.937 Fahrgäste die Station, was dem 36. Rang unter den insgesamt 68 Stationen der Metro Montreal entspricht.

## Bauwerk
Die von Richard Fortin entworfene Station entstand in offener Bauweise mit zwei Seitenbahnsteigen. Der Architekt wählte dabei einen möglichst einfachen Grundriss. Das Hauptgebäude neben dem Busbahnhof besitzt die Form eines rechtwinkligen Dreiecks, mit den Katheten parallel zu den Straßen und der Hypotenuse parallel zu den Gleisen. Dadurch werden der Untergrund und die Umgebung miteinander in einen Zusammenhang gebracht. Die Eingänge befinden sich an den Spitzen des Dreiecks. Der mittlere Teil, unter dem sich die Rolltreppen befinden, vertieft sich zum Boden hin und geht in einen Garten über. Ein zweiter Eingangspavillon steht auf der gegenüberliegenden Seite der Straßenkreuzung.
Die Entfernungen zu den benachbarten Stationen, jeweils von Stationsende zu Stationsanfang gemessen, betragen 1101,60 Meter bis Henri-Bourassa und 2073,60 Meter bis De La Concorde. Unmittelbar neben der Station befindet sich ein Busbahnhof, der von der Autorité régionale de transport métropolitain (AMTR) betriebene Terminus Cartier. Von dort aus verkehren 21 Buslinien und eine Nachtbuslinie der Société de transport de Laval sowie zwei Buslinien von exo. Einige Fernbuslinien haben hier ihren Ausgangspunkt, außerdem unterhält die AMTR eine Park-and-ride-Anlage mit 609 Parkplätzen.

## Kunst

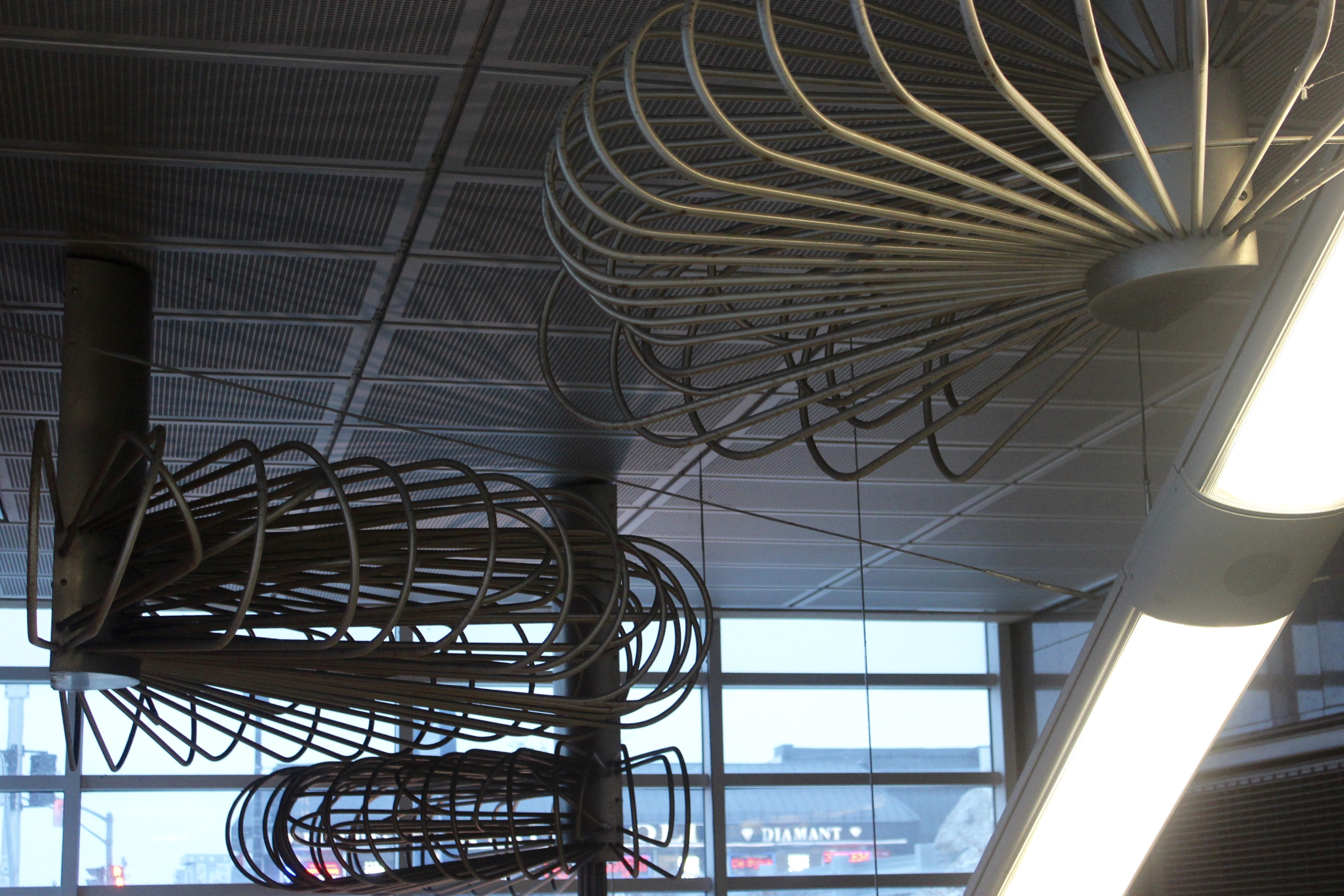
Dessins suspendus

Über dem Garten vor dem Hauptgebäude ragen zwei Stahlskulpturen in die Höhe. Das Werk L’homme est un roseau pensant III („Der Mensch ist ein denkendes Schilfrohr“) des polnischen Künstlers Jacek Jarnuskiewicz bildet einen vertikalen Gegensatz zur horizontalen Ausbreitung des Gebäudekomplexes, während das Flechtwerk einen Bezug zur Dreiecksform herstellt. Es erinnert an die Schilfrohre des trockengelegten Moores, kann aber auch als Libelle oder Reiher interpretiert werden. In der Halle des zweiten Eingangspavillons hängt von Decke die Skulptur Dessins suspendus („Hängende Zeichnungen“), bestehend aus drei halbrunden Metallelementen in Blumen- oder Propellerform.

## Geschichte
Die Eröffnung der Station erfolgte am 28. April 2007, zusammen mit dem Teilstück Henri-Bourassa–Montmorency der orangen Linie. Namensgeber ist der Boulevard Cartier, benannt nach dem Politiker George-Étienne Cartier (1814–1873), einem der Väter der Konföderation. Noch während die Bauarbeiten andauerten, fiel der Beschluss zur Errichtung des zweiten Eingangspavillons. Dieser wurde am 22. Mai 2009 eröffnet.